# 圣奥斯定堂 (马尼拉)

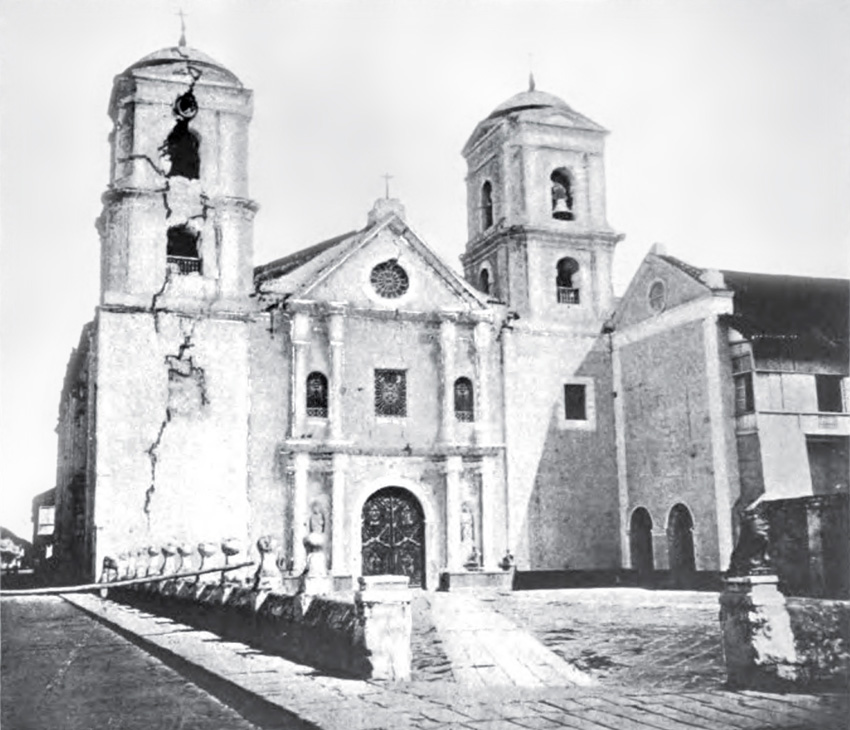
1880年地震后的圣奥斯定堂

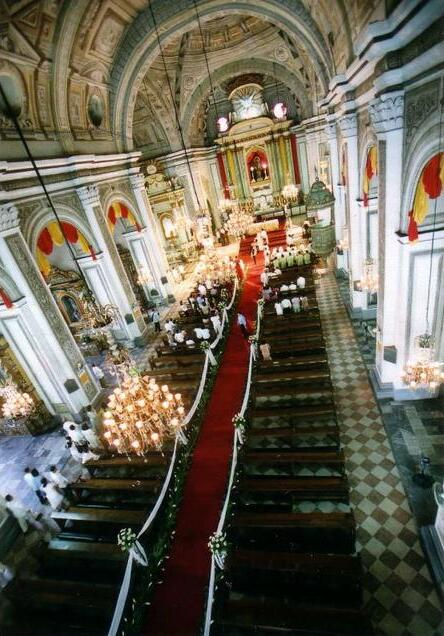
教堂内部

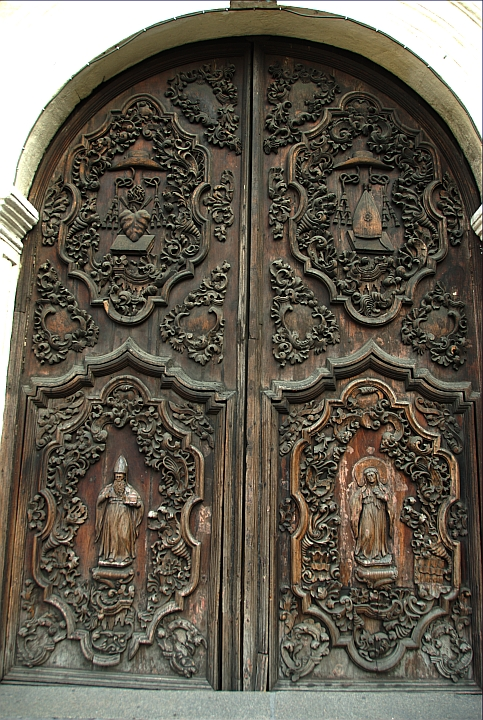
教堂大门

圣奥斯定堂、聖奧古斯丁教堂（英語：San Agustin Church）位于马尼拉王城区的古城墙内，是1607年落成的罗马天主教奥斯定会教堂，教堂建築本身是菲律宾最古老的建筑物。
1976年，圣奥斯定堂被菲律宾政府命名为国家历史名勝。1993年，圣奥斯定堂等西班牙殖民时期修建的四座菲律宾教堂被列为世界遗产，称为“菲律宾的巴洛克教堂”。

## 历史
目前的教堂已经是第三次修建的圣奥斯定堂。圣奥斯定堂是西班牙人在吕宋岛修建的第一座宗教建筑，第一次修建聖奧古斯丁教堂是1571年由西班牙人用竹子和芦苇建成，但是在1574年12月中國海盜林鳳逃亡到菲律賓時，进攻马尼拉並以大火毁壞聖奧古斯丁教堂。第二次修建教堂用木头建造，于1583年2月被毁，起火原因是在西班牙总督Gonzalo Ronquillo de Peñalosa的葬礼上，蜡烛点燃了棺材布。
第三次修建奧古斯丁教堂時，受奥斯定会位於當時同樣被西班牙殖民的墨西哥普埃布拉大教堂建築設計影響，胡安·馬西亞斯（Juan Macias）决定用石料重建教堂以及毗邻的修道院。工程开始于1586年，由于缺乏资金、材料以及石匠，工程进度缓慢，到1604年修道院完成，1607年1月19日聖奧古斯丁教堂正式宣布完成，命名为马尼拉圣保禄堂。胡安·馬西亞斯（Juan Macias）在教堂完成之前去世。
1762年，在七年战争期间，占领马尼拉的英国军队洗劫了圣奥斯定堂。1854年，由建筑师 Luciano Oliver修复了教堂。九年后，1863年6月3日，一场大地震毁灭了马尼拉，圣奥斯定堂为该市唯一幸存的公共建筑。1880年马尼拉再次遭受一系列大地震的袭击 - 从7月18日到20日。这一次，地震使教堂的钟楼出现裂纹，后经修复。此前该教堂还经受住了其他地震的袭击：1645年，1699年，1754年，1796年，1825年和1852年。
1898年8月18日，美西战争后，西班牙总督Fermin Jaudenes 在这座教堂准备马尼拉向美国投降的条款。在第二次世界大战期间，日本占领了菲律宾，圣奥斯定堂被改为关押囚犯的集中营。在马尼拉战役的后期，数百名王城区居民和神职人员作为人质被日本军队关押扎起这座教堂，其中许多人在长达三周的战役中遭到杀害。这座教堂本身在美国和菲律宾军队的轰击中幸存了下来，只有屋顶受损，成为城墙内七座教堂中唯一幸存的一座，但是毗邻的修道院被完全摧毁，于20世纪70年代改建为博物馆。

## 特点
圣奥斯定堂长67.15米，宽24.93米。它的椭圆形的基础使它能够承受那些摧毁马尼拉其他许多教堂的众多地震。有人说，设计是源自于墨西哥的奥斯定会教堂。其立面其貌不扬，甚至被批评为“缺乏风度和魅力”，但是拥有华丽的木门雕刻。教堂的庭院有几只花岗岩雕刻的狮子，是加入天主教的华人赠送。
教堂平面为拉丁十字，内部有14个小堂，精美的天花板画是1875年意大利艺术家 Cesare Alberoni 和 Giovanni Dibella的作品。
1965年教堂為了紀念天主教在菲律賓傳教400年，展出16世紀到19世紀期間百座天主教堂照片後，開始走向收藏菲律賓與西班牙珍貴歷史與藝術精品的博物館，也因此在1976年被政府定為國家歷史名勝（英語：National Historical Landmark）。